# Liste des planètes mineures (358001-359000)
Voici la liste des planètes mineures numérotées de 358001 à 359000. Les planètes mineures sont numérotées lorsque leur orbite est confirmée, ce qui peut parfois se produire longtemps après leur découverte. Elles sont classées ici par leur numéro et donc approximativement par leur date de découverte.

## Planètes mineures 358001 à 359000

### 358001-358100
| Nom      | Désignation provisoire | Date de la découverte | Découvreur        |
| -------- | ---------------------- | --------------------- | ----------------- |
| (358001) | 2006 DD69              | 20 février 2006       | LINEAR            |
| (358002) | 2006 DW69              | 20 février 2006       | Mt. Lemmon Survey |
| (358003) | 2006 DX72              | 22 février 2006       | Spacewatch        |
| (358004) | 2006 DR73              | 23 février 2006       | Spacewatch        |
| (358005) | 2006 DT78              | 24 février 2006       | Spacewatch        |
| (358006) | 2006 DZ80              | 24 février 2006       | Spacewatch        |
| (358007) | 2006 DM92              | 24 février 2006       | Spacewatch        |
| (358008) | 2006 DG97              | 24 février 2006       | Spacewatch        |
| (358009) | 2006 DG107             | 25 février 2006       | Mt. Lemmon Survey |
| (358010) | 2006 DW107             | 25 février 2006       | Spacewatch        |
| (358011) | 2006 DW115             | 27 février 2006       | Spacewatch        |
| (358012) | 2006 DO128             | 23 janvier 2006       | Spacewatch        |
| (358013) | 2006 DR137             | 25 février 2006       | Spacewatch        |
| (358014) | 2006 DC144             | 25 février 2006       | Mt. Lemmon Survey |
| (358015) | 2006 DD155             | 25 février 2006       | Spacewatch        |
| (358016) | 2006 DV164             | 27 février 2006       | Spacewatch        |
| (358017) | 2006 DP171             | 27 février 2006       | Spacewatch        |
| (358018) | 2006 DH174             | 27 février 2006       | Spacewatch        |
| (358019) | 2006 DE176             | 27 février 2006       | Mt. Lemmon Survey |
| (358020) | 2006 DC185             | 27 février 2006       | Mt. Lemmon Survey |
| (358021) | 2006 DX191             | 5 janvier 2006        | Mt. Lemmon Survey |
| (358022) | 2006 DR207             | 25 février 2006       | Mt. Lemmon Survey |
| (358023) | 2006 DL211             | 31 janvier 2006       | Mt. Lemmon Survey |
| (358024) | 2006 EZ4               | 2 mars 2006           | Spacewatch        |
| (358025) | 2006 EH58              | 5 mars 2006           | Spacewatch        |
| (358026) | 2006 EU62              | 5 mars 2006           | Spacewatch        |
| (358027) | 2006 ED67              | 26 janvier 2006       | Mt. Lemmon Survey |
| (358028) | 2006 FX7               | 23 mars 2006          | Spacewatch        |
| (358029) | 2006 FV9               | 2 mars 1995           | Spacewatch        |
| (358030) | 2006 FU12              | 23 mars 2006          | Spacewatch        |
| (358031) | 2006 FJ13              | 23 mars 2006          | Spacewatch        |
| (358032) | 2006 FB18              | 23 mars 2006          | Spacewatch        |
| (358033) | 2006 FD25              | 24 mars 2006          | Spacewatch        |
| (358034) | 2006 FA28              | 24 mars 2006          | Mt. Lemmon Survey |
| (358035) | 2006 FS34              | 24 mars 2006          | CSS               |
| (358036) | 2006 FF37              | 24 mars 2006          | LINEAR            |
| (358037) | 2006 FU52              | 23 mars 2006          | Spacewatch        |
| (358038) | 2006 GL6               | 2 avril 2006          | Spacewatch        |
| (358039) | 2006 GA21              | 2 avril 2006          | Spacewatch        |
| (358040) | 2006 GE21              | 2 avril 2006          | Spacewatch        |
| (358041) | 2006 GU22              | 2 avril 2006          | Spacewatch        |
| (358042) | 2006 GZ24              | 2 avril 2006          | Spacewatch        |
| (358043) | 2006 GF29              | 2 avril 2006          | Spacewatch        |
| (358044) | 2006 GB30              | 2 avril 2006          | Mt. Lemmon Survey |
| (358045) | 2006 GL35              | 7 avril 2006          | CSS               |
| (358046) | 2006 GR35              | 7 avril 2006          | CSS               |
| (358047) | 2006 GM39              | 2 avril 2006          | CSS               |
| (358048) | 2006 GB46              | 8 avril 2006          | Spacewatch        |
| (358049) | 2006 HZ12              | 19 avril 2006         | Spacewatch        |
| (358050) | 2006 HT17              | 20 avril 2006         | Spacewatch        |
| (358051) | 2006 HD19              | 18 avril 2006         | Spacewatch        |
| (358052) | 2006 HV19              | 19 avril 2006         | Mt. Lemmon Survey |
| (358053) | 2006 HL22              | 20 avril 2006         | Spacewatch        |
| (358054) | 2006 HR22              | 20 avril 2006         | Spacewatch        |
| (358055) | 2006 HO25              | 20 avril 2006         | Spacewatch        |
| (358056) | 2006 HA28              | 20 avril 2006         | Spacewatch        |
| (358057) | 2006 HQ32              | 19 avril 2006         | Mt. Lemmon Survey |
| (358058) | 2006 HZ35              | 20 avril 2006         | Spacewatch        |
| (358059) | 2006 HE43              | 24 avril 2006         | Mt. Lemmon Survey |
| (358060) | 2006 HR49              | 25 avril 2006         | LINEAR            |
| (358061) | 2006 HA63              | 24 avril 2006         | Spacewatch        |
| (358062) | 2006 HS66              | 2 avril 2006          | Spacewatch        |
| (358063) | 2006 HE67              | 24 avril 2006         | Spacewatch        |
| (358064) | 2006 HP70              | 25 avril 2006         | Spacewatch        |
| (358065) | 2006 HH78              | 25 mars 2006          | Spacewatch        |
| (358066) | 2006 HV80              | 26 avril 2006         | Spacewatch        |
| (358067) | 2006 HO81              | 26 avril 2006         | Spacewatch        |
| (358068) | 2006 HY84              | 26 avril 2006         | Spacewatch        |
| (358069) | 2006 HA89              | 8 avril 2006          | CSS               |
| (358070) | 2006 HY98              | 30 avril 2006         | Spacewatch        |
| (358071) | 2006 HB105             | 21 avril 2006         | CSS               |
| (358072) | 2006 HF107             | 30 avril 2006         | Spacewatch        |
| (358073) | 2006 HJ107             | 30 avril 2006         | Spacewatch        |
| (358074) | 2006 HD112             | 8 avril 2006          | Spacewatch        |
| (358075) | 2006 JR3               | 2 mai 2006            | Spacewatch        |
| (358076) | 2006 JA4               | 2 mai 2006            | Mt. Lemmon Survey |
| (358077) | 2006 JM5               | 3 mai 2006            | Mt. Lemmon Survey |
| (358078) | 2006 JQ7               | 1er mai 2006          | Spacewatch        |
| (358079) | 2006 JE10              | 1er mai 2006          | Spacewatch        |
| (358080) | 2006 JW11              | 1er mai 2006          | Spacewatch        |
| (358081) | 2006 JG16              | 2 mai 2006            | Mt. Lemmon Survey |
| (358082) | 2006 JG18              | 2 mai 2006            | Mt. Lemmon Survey |
| (358083) | 2006 JW19              | 2 mai 2006            | Spacewatch        |
| (358084) | 2006 JD26              | 3 mai 2006            | Broughton, J.     |
| (358085) | 2006 JG26              | 3 mai 2006            | Broughton, J.     |
| (358086) | 2006 JT29              | 3 mai 2006            | Spacewatch        |
| (358087) | 2006 JA30              | 3 mai 2006            | Spacewatch        |
| (358088) | 2006 JX31              | 3 mai 2006            | Spacewatch        |
| (358089) | 2006 JE44              | 7 février 2002        | Spacewatch        |
| (358090) | 2006 JD50              | 2 mai 2006            | Mt. Lemmon Survey |
| (358091) | 2006 JH59              | 1er mai 2006          | Buie, M. W.       |
| (358092) | 2006 JF80              | 9 mai 2006            | Mt. Lemmon Survey |
| (358093) | 2006 KQ3               | 19 mai 2006           | Mt. Lemmon Survey |
| (358094) | 2006 KU3               | 19 mai 2006           | Mt. Lemmon Survey |
| (358095) | 2006 KG9               | 19 mai 2006           | Mt. Lemmon Survey |
| (358096) | 2006 KN19              | 22 mai 2006           | Mt. Lemmon Survey |
| (358097) | 2006 KQ20              | 21 mai 2006           | CSS               |
| (358098) | 2006 KL25              | 19 mai 2006           | Mt. Lemmon Survey |
| (358099) | 2006 KH40              | 18 mai 2006           | NEAT              |
| (358100) | 2006 KD42              | 20 mai 2006           | Spacewatch        |

### 358101-358200
| Nom                  | Désignation provisoire | Date de la découverte | Découvreur               |
| -------------------- | ---------------------- | --------------------- | ------------------------ |
| (358101)             | 2006 KO50              | 21 mai 2006           | Spacewatch               |
| (358102)             | 2006 KF63              | 23 mai 2006           | Mt. Lemmon Survey        |
| (358103)             | 2006 KL81              | 13 février 2002       | Sloan Digital Sky Survey |
| (358104)             | 2006 KR86              | 26 mai 2006           | LINEAR                   |
| (358105)             | 2006 KT90              | 24 mai 2006           | Mt. Lemmon Survey        |
| (358106)             | 2006 KA97              | 25 mai 2006           | Spacewatch               |
| (358107)             | 2006 KH106             | 31 mai 2006           | Mt. Lemmon Survey        |
| (358108)             | 2006 KF115             | 29 mai 2006           | Spacewatch               |
| (358109)             | 2006 KZ123             | 30 mai 2006           | Siding Spring Survey     |
| (358110)             | 2006 OF                | 16 juillet 2006       | Needville                |
| (358111)             | 2006 OV6               | 21 juillet 2006       | Mt. Lemmon Survey        |
| (358112)             | 2006 OH13              | 21 juillet 2006       | CSS                      |
| (358113)             | 2006 OP20              | 18 juillet 2006       | Siding Spring Survey     |
| (358114)             | 2006 PM4               | 12 août 2006          | NEAT                     |
| (358115)             | 2006 PO11              | 13 août 2006          | NEAT                     |
| (358116)             | 2006 PZ12              | 14 août 2006          | Siding Spring Survey     |
| (358117)             | 2006 PC15              | 15 août 2006          | NEAT                     |
| (358118)             | 2006 PX19              | 13 août 2006          | NEAT                     |
| (358119)             | 2006 PN20              | 15 août 2006          | NEAT                     |
| (358120)             | 2006 PK25              | 13 août 2006          | NEAT                     |
| (358121)             | 2006 PD26              | 15 août 2006          | NEAT                     |
| (358122)             | 2006 PQ29              | 12 août 2006          | NEAT                     |
| (358123)             | 2006 PD36              | 12 août 2006          | NEAT                     |
| (358124)             | 2006 PE41              | 14 août 2006          | NEAT                     |
| (358125)             | 2006 QT20              | 18 août 2006          | LONEOS                   |
| (358126)             | 2006 QB32              | 18 août 2006          | LONEOS                   |
| (358127)             | 2006 QS32              | 22 août 2006          | NEAT                     |
| (358128)             | 2006 QM53              | 24 août 2006          | NEAT                     |
| (358129)             | 2006 QJ54              | 16 août 2006          | Siding Spring Survey     |
| (358130)             | 2006 QP83              | 27 août 2006          | Spacewatch               |
| (358131)             | 2006 QQ111             | 21 août 2006          | Spacewatch               |
| (358132)             | 2006 QC121             | 27 août 2006          | LONEOS                   |
| (358133)             | 2006 QN121             | 29 août 2006          | CSS                      |
| (358134)             | 2006 QU126             | 16 août 2006          | NEAT                     |
| (358135)             | 2006 QC131             | 20 août 2006          | NEAT                     |
| (358136)             | 2006 QP133             | 24 août 2006          | LINEAR                   |
| (358137)             | 2006 QV133             | 24 août 2006          | LINEAR                   |
| (358138)             | 2006 QP142             | 29 août 2006          | LONEOS                   |
| (358139)             | 2006 QZ145             | 18 août 2006          | Spacewatch               |
| (358140)             | 2006 QA148             | 18 août 2006          | Spacewatch               |
| (358141)             | 2006 QZ179             | 23 août 2006          | Buie, M. W.              |
| (358142)             | 2006 QK182             | 28 août 2006          | Becker, A. C.            |
| (358143)             | 2006 QZ183             | 18 août 2006          | Spacewatch               |
| (358144)             | 2006 QH185             | 28 août 2006          | Spacewatch               |
| (358145)             | 2006 RU8               | 12 septembre 2006     | CSS                      |
| (358146)             | 2006 RA13              | 14 septembre 2006     | Spacewatch               |
| (358147)             | 2006 RB17              | 14 septembre 2006     | NEAT                     |
| (358148)             | 2006 RJ40              | 13 septembre 2006     | NEAT                     |
| (358149)             | 2006 RO43              | 14 septembre 2006     | Spacewatch               |
| (358150)             | 2006 RS44              | 14 septembre 2006     | Spacewatch               |
| (358151)             | 2006 RE52              | 14 septembre 2006     | Spacewatch               |
| (358152)             | 2006 RH54              | 14 septembre 2006     | Spacewatch               |
| (358153)             | 2006 RN55              | 14 septembre 2006     | Spacewatch               |
| (358154)             | 2006 RT66              | 14 septembre 2006     | Spacewatch               |
| (358155)             | 2006 RF72              | 15 septembre 2006     | Spacewatch               |
| (358156)             | 2006 RT74              | 5 juin 2005           | Spacewatch               |
| (358157)             | 2006 RR75              | 15 septembre 2006     | Spacewatch               |
| (358158)             | 2006 RE80              | 15 septembre 2006     | Spacewatch               |
| (358159)             | 2006 RX85              | 15 septembre 2006     | Spacewatch               |
| (358160)             | 2006 RD86              | 15 septembre 2006     | Spacewatch               |
| (358161)             | 2006 RR90              | 15 septembre 2006     | Spacewatch               |
| (358162)             | 2006 RZ92              | 15 septembre 2006     | Spacewatch               |
| (358163)             | 2006 RY93              | 15 septembre 2006     | Spacewatch               |
| (358164)             | 2006 RN95              | 15 septembre 2006     | Spacewatch               |
| (358165)             | 2006 RX103             | 11 septembre 2006     | Becker, A. C.            |
| (358166)             | 2006 RW112             | 9 avril 1999          | Spacewatch               |
| (358167) Barbaralong | 2006 RK119             | 14 septembre 2006     | Masiero, J.              |
| (358168)             | 2006 SS12              | 16 septembre 2006     | NEAT                     |
| (358169)             | 2006 SD14              | 17 septembre 2006     | LINEAR                   |
| (358170)             | 2006 SH37              | 17 septembre 2006     | Spacewatch               |
| (358171)             | 2006 SO41              | 18 septembre 2006     | Spacewatch               |
| (358172)             | 2006 SL56              | 19 septembre 2006     | CSS                      |
| (358173)             | 2006 SL57              | 18 septembre 2006     | Spacewatch               |
| (358174)             | 2006 SR57              | 20 septembre 2006     | Crni Vrh                 |
| (358175)             | 2006 SD62              | 18 septembre 2006     | CSS                      |
| (358176)             | 2006 SA68              | 19 septembre 2006     | Spacewatch               |
| (358177)             | 2006 SY68              | 19 septembre 2006     | Spacewatch               |
| (358178)             | 2006 SQ69              | 19 septembre 2006     | CSS                      |
| (358179)             | 2006 SZ77              | 23 septembre 2006     | Sarneczky, K., Kuli, Z.  |
| (358180)             | 2006 ST78              | 16 septembre 2006     | CSS                      |
| (358181)             | 2006 SX80              | 18 septembre 2006     | Spacewatch               |
| (358182)             | 2006 SQ81              | 18 septembre 2006     | Spacewatch               |
| (358183)             | 2006 SE82              | 18 septembre 2006     | Spacewatch               |
| (358184)             | 2006 SU85              | 18 septembre 2006     | Spacewatch               |
| (358185)             | 2006 SF89              | 18 septembre 2006     | Spacewatch               |
| (358186)             | 2006 ST89              | 18 septembre 2006     | Spacewatch               |
| (358187)             | 2006 SR95              | 18 septembre 2006     | Spacewatch               |
| (358188)             | 2006 SN96              | 18 septembre 2006     | Spacewatch               |
| (358189)             | 2006 SU97              | 18 septembre 2006     | Spacewatch               |
| (358190)             | 2006 SA99              | 18 septembre 2006     | Spacewatch               |
| (358191)             | 2006 SE99              | 18 septembre 2006     | Spacewatch               |
| (358192)             | 2006 SJ103             | 19 septembre 2006     | Spacewatch               |
| (358193)             | 2006 SH104             | 19 septembre 2006     | Spacewatch               |
| (358194)             | 2006 ST104             | 19 septembre 2006     | Spacewatch               |
| (358195)             | 2006 SL109             | 19 septembre 2006     | Spacewatch               |
| (358196)             | 2006 SP112             | 23 septembre 2006     | Spacewatch               |
| (358197)             | 2006 SB114             | 23 septembre 2006     | Spacewatch               |
| (358198)             | 2006 SQ132             | 16 septembre 2006     | LONEOS                   |
| (358199)             | 2006 SO139             | 21 septembre 2006     | LONEOS                   |
| (358200)             | 2006 SF148             | 19 septembre 2006     | CSS                      |

### 358201-358300
| Nom      | Désignation provisoire | Date de la découverte | Découvreur               |
| -------- | ---------------------- | --------------------- | ------------------------ |
| (358201) | 2006 SU153             | 20 septembre 2006     | CSS                      |
| (358202) | 2006 SL156             | 23 septembre 2006     | Spacewatch               |
| (358203) | 2006 SV160             | 23 septembre 2006     | Spacewatch               |
| (358204) | 2006 SK165             | 25 septembre 2006     | Spacewatch               |
| (358205) | 2006 SJ173             | 25 septembre 2006     | Spacewatch               |
| (358206) | 2006 SS184             | 25 septembre 2006     | Mt. Lemmon Survey        |
| (358207) | 2006 SP188             | 26 septembre 2006     | Spacewatch               |
| (358208) | 2006 SF189             | 26 septembre 2006     | Spacewatch               |
| (358209) | 2006 SM189             | 26 septembre 2006     | Spacewatch               |
| (358210) | 2006 SJ192             | 26 septembre 2006     | Mt. Lemmon Survey        |
| (358211) | 2006 SL199             | 24 septembre 2006     | Spacewatch               |
| (358212) | 2006 SX200             | 24 septembre 2006     | Spacewatch               |
| (358213) | 2006 SL206             | 25 septembre 2006     | Mt. Lemmon Survey        |
| (358214) | 2006 SB207             | 25 septembre 2006     | Spacewatch               |
| (358215) | 2006 SM208             | 26 septembre 2006     | LINEAR                   |
| (358216) | 2006 SR212             | 26 septembre 2006     | CSS                      |
| (358217) | 2006 SY213             | 16 septembre 2006     | CSS                      |
| (358218) | 2006 SK225             | 26 septembre 2006     | Spacewatch               |
| (358219) | 2006 SH228             | 26 septembre 2006     | Spacewatch               |
| (358220) | 2006 SM229             | 26 septembre 2006     | Spacewatch               |
| (358221) | 2006 ST230             | 17 septembre 2006     | CSS                      |
| (358222) | 2006 SA234             | 18 septembre 2006     | Spacewatch               |
| (358223) | 2006 SZ243             | 26 septembre 2006     | Spacewatch               |
| (358224) | 2006 SQ244             | 26 septembre 2006     | Spacewatch               |
| (358225) | 2006 SD255             | 26 septembre 2006     | CSS                      |
| (358226) | 2006 SM257             | 26 septembre 2006     | Spacewatch               |
| (358227) | 2006 SA258             | 26 septembre 2006     | Spacewatch               |
| (358228) | 2006 SL262             | 26 septembre 2006     | Mt. Lemmon Survey        |
| (358229) | 2006 SC265             | 26 septembre 2006     | Spacewatch               |
| (358230) | 2006 SX278             | 28 septembre 2006     | Spacewatch               |
| (358231) | 2006 SM290             | 18 septembre 2006     | Molnar, L. A.            |
| (358232) | 2006 SE293             | 25 septembre 2006     | Spacewatch               |
| (358233) | 2006 SK302             | 27 septembre 2006     | Spacewatch               |
| (358234) | 2006 SO310             | 27 septembre 2006     | Spacewatch               |
| (358235) | 2006 SR326             | 27 septembre 2006     | Spacewatch               |
| (358236) | 2006 SV331             | 28 septembre 2006     | Mt. Lemmon Survey        |
| (358237) | 2006 SN333             | 28 septembre 2006     | Spacewatch               |
| (358238) | 2006 SD335             | 28 septembre 2006     | Spacewatch               |
| (358239) | 2006 SO335             | 28 septembre 2006     | Spacewatch               |
| (358240) | 2006 SK337             | 28 septembre 2006     | Spacewatch               |
| (358241) | 2006 SQ337             | 28 septembre 2006     | Spacewatch               |
| (358242) | 2006 SU341             | 28 septembre 2006     | Spacewatch               |
| (358243) | 2006 SO343             | 21 mars 1999          | Sloan Digital Sky Survey |
| (358244) | 2006 SJ362             | 30 septembre 2006     | Mt. Lemmon Survey        |
| (358245) | 2006 SA366             | 30 septembre 2006     | Mt. Lemmon Survey        |
| (358246) | 2006 SS381             | 22 septembre 2006     | Becker, A. C.            |
| (358247) | 2006 SD408             | 27 septembre 2006     | Mt. Lemmon Survey        |
| (358248) | 2006 SF413             | 19 septembre 2006     | Spacewatch               |
| (358249) | 2006 TZ5               | 2 octobre 2006        | Mt. Lemmon Survey        |
| (358250) | 2006 TU10              | 11 octobre 2006       | Spacewatch               |
| (358251) | 2006 TH21              | 11 octobre 2006       | Spacewatch               |
| (358252) | 2006 TD24              | 12 octobre 2006       | NEAT                     |
| (358253) | 2006 TO28              | 12 octobre 2006       | Spacewatch               |
| (358254) | 2006 TM33              | 12 octobre 2006       | Spacewatch               |
| (358255) | 2006 TN33              | 4 octobre 2006        | Mt. Lemmon Survey        |
| (358256) | 2006 TX33              | 12 octobre 2006       | Spacewatch               |
| (358257) | 2006 TW34              | 12 octobre 2006       | Spacewatch               |
| (358258) | 2006 TL36              | 12 octobre 2006       | Spacewatch               |
| (358259) | 2006 TN40              | 12 octobre 2006       | Spacewatch               |
| (358260) | 2006 TC45              | 12 octobre 2006       | Spacewatch               |
| (358261) | 2006 TV45              | 12 octobre 2006       | Spacewatch               |
| (358262) | 2006 TZ53              | 12 octobre 2006       | Spacewatch               |
| (358263) | 2006 TX60              | 15 octobre 2006       | Bickel, W.               |
| (358264) | 2006 TO71              | 11 octobre 2006       | NEAT                     |
| (358265) | 2006 TR91              | 13 octobre 2006       | Spacewatch               |
| (358266) | 2006 TU97              | 27 septembre 2006     | Mt. Lemmon Survey        |
| (358267) | 2006 TZ101             | 15 octobre 2006       | Spacewatch               |
| (358268) | 2006 TW106             | 15 octobre 2006       | CSS                      |
| (358269) | 2006 TL109             | 4 octobre 2006        | Mt. Lemmon Survey        |
| (358270) | 2006 TZ110             | 1er octobre 2006      | Becker, A. C.            |
| (358271) | 2006 TF120             | 12 octobre 2006       | Becker, A. C.            |
| (358272) | 2006 TG121             | 12 octobre 2006       | Becker, A. C.            |
| (358273) | 2006 TR123             | 2 octobre 2006        | Mt. Lemmon Survey        |
| (358274) | 2006 UD4               | 18 octobre 2006       | Sarneczky, K.            |
| (358275) | 2006 UY13              | 17 octobre 2006       | Mt. Lemmon Survey        |
| (358276) | 2006 UX16              | 16 octobre 2006       | Healy, D.                |
| (358277) | 2006 UK21              | 16 octobre 2006       | Spacewatch               |
| (358278) | 2006 UO31              | 16 octobre 2006       | Spacewatch               |
| (358279) | 2006 UX33              | 16 octobre 2006       | Spacewatch               |
| (358280) | 2006 UN38              | 16 octobre 2006       | Spacewatch               |
| (358281) | 2006 UK40              | 16 octobre 2006       | Spacewatch               |
| (358282) | 2006 UQ41              | 16 octobre 2006       | Spacewatch               |
| (358283) | 2006 UU41              | 16 octobre 2006       | Spacewatch               |
| (358284) | 2006 US44              | 16 octobre 2006       | Spacewatch               |
| (358285) | 2006 UC47              | 16 octobre 2006       | Spacewatch               |
| (358286) | 2006 UD49              | 17 octobre 2006       | Spacewatch               |
| (358287) | 2006 UE61              | 19 octobre 2006       | Spacewatch               |
| (358288) | 2006 UT65              | 16 octobre 2006       | CSS                      |
| (358289) | 2006 UM71              | 16 octobre 2006       | Bickel, W.               |
| (358290) | 2006 US86              | 17 octobre 2006       | Mt. Lemmon Survey        |
| (358291) | 2006 UZ87              | 17 octobre 2006       | Spacewatch               |
| (358292) | 2006 UW94              | 18 octobre 2006       | Spacewatch               |
| (358293) | 2006 UE96              | 18 octobre 2006       | Spacewatch               |
| (358294) | 2006 UP96              | 18 octobre 2006       | Spacewatch               |
| (358295) | 2006 UG101             | 18 octobre 2006       | Spacewatch               |
| (358296) | 2006 UF102             | 18 octobre 2006       | Spacewatch               |
| (358297) | 2006 UA110             | 19 octobre 2006       | Spacewatch               |
| (358298) | 2006 UT117             | 19 octobre 2006       | Spacewatch               |
| (358299) | 2006 UK125             | 19 octobre 2006       | Spacewatch               |
| (358300) | 2006 UL127             | 19 octobre 2006       | Spacewatch               |

### 358301-358400
| Nom           | Désignation provisoire | Date de la découverte | Découvreur            |
| ------------- | ---------------------- | --------------------- | --------------------- |
| (358301)      | 2006 US150             | 20 octobre 2006       | Mt. Lemmon Survey     |
| (358302)      | 2006 UZ160             | 21 octobre 2006       | Mt. Lemmon Survey     |
| (358303)      | 2006 UJ162             | 21 octobre 2006       | Mt. Lemmon Survey     |
| (358304)      | 2006 UW165             | 21 octobre 2006       | Mt. Lemmon Survey     |
| (358305)      | 2006 UC172             | 21 octobre 2006       | Mt. Lemmon Survey     |
| (358306)      | 2006 UA183             | 17 octobre 2006       | CSS                   |
| (358307)      | 2006 US185             | 15 janvier 1999       | Spacewatch            |
| (358308)      | 2006 UO226             | 20 octobre 2006       | NEAT                  |
| (358309)      | 2006 UK229             | 28 septembre 2006     | Mt. Lemmon Survey     |
| (358310)      | 2006 UV240             | 23 octobre 2006       | Mt. Lemmon Survey     |
| (358311)      | 2006 UG255             | 20 octobre 2006       | LINEAR                |
| (358312)      | 2006 UQ266             | 27 octobre 2006       | Spacewatch            |
| (358313)      | 2006 UG268             | 27 octobre 2006       | Mt. Lemmon Survey     |
| (358314)      | 2006 UW268             | 16 octobre 2006       | Spacewatch            |
| (358315)      | 2006 UR270             | 27 octobre 2006       | Mt. Lemmon Survey     |
| (358316)      | 2006 UY271             | 27 octobre 2006       | Spacewatch            |
| (358317)      | 2006 UX275             | 28 octobre 2006       | Spacewatch            |
| (358318)      | 2006 UY288             | 31 octobre 2006       | Mt. Lemmon Survey     |
| (358319)      | 2006 UE290             | 31 octobre 2006       | Spacewatch            |
| (358320)      | 2006 UX329             | 31 octobre 2006       | Mt. Lemmon Survey     |
| (358321)      | 2006 UY345             | 16 octobre 2006       | Spacewatch            |
| (358322)      | 2006 UX360             | 27 octobre 2006       | Mt. Lemmon Survey     |
| (358323)      | 2006 UZ360             | 16 octobre 2006       | CSS                   |
| (358324)      | 2006 VT6               | 10 novembre 2006      | Spacewatch            |
| (358325)      | 2006 VL16              | 9 novembre 2006       | Spacewatch            |
| (358326)      | 2006 VH20              | 9 novembre 2006       | Spacewatch            |
| (358327)      | 2006 VA24              | 10 novembre 2006      | Spacewatch            |
| (358328)      | 2006 VB29              | 10 novembre 2006      | Spacewatch            |
| (358329)      | 2006 VQ45              | 14 novembre 2006      | Spacewatch            |
| (358330)      | 2006 VK62              | 28 septembre 2006     | Mt. Lemmon Survey     |
| (358331)      | 2006 VF65              | 11 novembre 2006      | Spacewatch            |
| (358332)      | 2006 VT65              | 11 novembre 2006      | Spacewatch            |
| (358333)      | 2006 VY67              | 11 novembre 2006      | Spacewatch            |
| (358334)      | 2006 VL74              | 11 novembre 2006      | Spacewatch            |
| (358335)      | 2006 VH77              | 12 novembre 2006      | Mt. Lemmon Survey     |
| (358336)      | 2006 VQ79              | 12 novembre 2006      | Mt. Lemmon Survey     |
| (358337)      | 2006 VE81              | 31 octobre 2006       | Mt. Lemmon Survey     |
| (358338)      | 2006 VQ91              | 14 novembre 2006      | Mt. Lemmon Survey     |
| (358339)      | 2006 VM103             | 12 novembre 2006      | Lin, H.-C., Ye, Q.-z. |
| (358340)      | 2006 VZ105             | 13 novembre 2006      | Mt. Lemmon Survey     |
| (358341)      | 2006 VH112             | 13 novembre 2006      | NEAT                  |
| (358342)      | 2006 VC115             | 14 novembre 2006      | Mt. Lemmon Survey     |
| (358343)      | 2006 VR135             | 15 novembre 2006      | Spacewatch            |
| (358344)      | 2006 VZ143             | 15 novembre 2006      | CSS                   |
| (358345)      | 2006 WZ6               | 16 novembre 2006      | Mt. Lemmon Survey     |
| (358346)      | 2006 WR19              | 2 octobre 2006        | Mt. Lemmon Survey     |
| (358347)      | 2006 WZ38              | 16 novembre 2006      | Spacewatch            |
| (358348)      | 2006 WQ48              | 16 novembre 2006      | Spacewatch            |
| (358349)      | 2006 WS61              | 17 novembre 2006      | CSS                   |
| (358350)      | 2006 WE77              | 17 octobre 2006       | Mt. Lemmon Survey     |
| (358351)      | 2006 WX92              | 19 novembre 2006      | Spacewatch            |
| (358352)      | 2006 WV103             | 19 novembre 2006      | Spacewatch            |
| (358353)      | 2006 WZ103             | 19 novembre 2006      | Spacewatch            |
| (358354)      | 2006 WX109             | 19 novembre 2006      | Spacewatch            |
| (358355)      | 2006 WO111             | 11 novembre 2006      | Spacewatch            |
| (358356)      | 2006 WF116             | 27 octobre 2006       | Spacewatch            |
| (358357)      | 2006 WL123             | 21 novembre 2006      | Mt. Lemmon Survey     |
| (358358)      | 2006 WV143             | 20 novembre 2006      | Spacewatch            |
| (358359)      | 2006 WQ176             | 23 novembre 2006      | Mt. Lemmon Survey     |
| (358360)      | 2006 WM188             | 31 octobre 2006       | Mt. Lemmon Survey     |
| (358361)      | 2006 WF193             | 11 novembre 2006      | Spacewatch            |
| (358362)      | 2006 WX197             | 25 novembre 2006      | Mt. Lemmon Survey     |
| (358363)      | 2006 WK199             | 28 octobre 2006       | Mt. Lemmon Survey     |
| (358364)      | 2006 WL200             | 19 novembre 2006      | Spacewatch            |
| (358365)      | 2006 WL201             | 20 novembre 2006      | CSS                   |
| (358366)      | 2006 WW201             | 24 novembre 2006      | Mt. Lemmon Survey     |
| (358367)      | 2006 XT8               | 9 décembre 2006       | NEAT                  |
| (358368)      | 2006 XW9               | 9 décembre 2006       | Spacewatch            |
| (358369)      | 2006 XE15              | 10 décembre 2006      | Spacewatch            |
| (358370)      | 2006 XC19              | 11 décembre 2006      | Spacewatch            |
| (358371)      | 2006 XM20              | 22 octobre 2006       | Mt. Lemmon Survey     |
| (358372)      | 2006 XN24              | 12 décembre 2006      | CSS                   |
| (358373)      | 2006 XL27              | 1er décembre 2006     | Spacewatch            |
| (358374)      | 2006 XS36              | 11 décembre 2006      | Spacewatch            |
| (358375)      | 2006 XE37              | 11 décembre 2006      | Spacewatch            |
| (358376) Gwyn | 2006 XT67              | 13 décembre 2006      | Balam, D. D.          |
| (358377)      | 2006 XS69              | 13 décembre 2006      | Spacewatch            |
| (358378)      | 2006 XJ71              | 15 décembre 2006      | Spacewatch            |
| (358379)      | 2006 XY71              | 1er décembre 2006     | Mt. Lemmon Survey     |
| (358380)      | 2006 XZ72              | 15 décembre 2006      | Spacewatch            |
| (358381)      | 2006 XJ73              | 15 décembre 2006      | Spacewatch            |
| (358382)      | 2006 YZ10              | 27 novembre 2006      | Mt. Lemmon Survey     |
| (358383)      | 2006 YQ19              | 24 décembre 2006      | Bickel, W.            |
| (358384)      | 2006 YT29              | 21 décembre 2006      | Spacewatch            |
| (358385)      | 2006 YK32              | 16 décembre 2006      | Mt. Lemmon Survey     |
| (358386)      | 2006 YE36              | 21 décembre 2006      | Spacewatch            |
| (358387)      | 2006 YP38              | 21 décembre 2006      | Spacewatch            |
| (358388)      | 2006 YJ42              | 22 décembre 2006      | Mt. Lemmon Survey     |
| (358389)      | 2006 YT42              | 23 décembre 2006      | CSS                   |
| (358390)      | 2006 YT45              | 12 décembre 2006      | Spacewatch            |
| (358391)      | 2006 YM51              | 27 décembre 2006      | Mt. Lemmon Survey     |
| (358392)      | 2007 AR7               | 9 janvier 2007        | Mt. Lemmon Survey     |
| (358393)      | 2007 AJ22              | 15 janvier 2007       | Spacewatch            |
| (358394)      | 2007 AE24              | 10 janvier 2007       | Mt. Lemmon Survey     |
| (358395)      | 2007 AP25              | 15 janvier 2007       | LONEOS                |
| (358396)      | 2007 AK30              | 10 janvier 2007       | Mt. Lemmon Survey     |
| (358397)      | 2007 AO31              | 10 janvier 2007       | Spacewatch            |
| (358398)      | 2007 BD6               | 17 janvier 2007       | NEAT                  |
| (358399)      | 2007 BE6               | 17 janvier 2007       | NEAT                  |
| (358400)      | 2007 BD22              | 24 janvier 2007       | LINEAR                |

### 358401-358500
| Nom      | Désignation provisoire | Date de la découverte | Découvreur               |
| -------- | ---------------------- | --------------------- | ------------------------ |
| (358401) | 2007 BL26              | 24 janvier 2007       | Mt. Lemmon Survey        |
| (358402) | 2007 BJ35              | 24 janvier 2007       | Mt. Lemmon Survey        |
| (358403) | 2007 BR40              | 24 janvier 2007       | Mt. Lemmon Survey        |
| (358404) | 2007 BX43              | 24 janvier 2007       | CSS                      |
| (358405) | 2007 BO54              | 24 janvier 2007       | Spacewatch               |
| (358406) | 2007 BM58              | 24 janvier 2007       | CSS                      |
| (358407) | 2007 BJ71              | 28 janvier 2007       | Mt. Lemmon Survey        |
| (358408) | 2007 BU79              | 26 janvier 2007       | Spacewatch               |
| (358409) | 2007 CE2               | 6 février 2007        | Spacewatch               |
| (358410) | 2007 CT5               | 7 février 2007        | CSS                      |
| (358411) | 2007 CA7               | 13 décembre 2006      | Mt. Lemmon Survey        |
| (358412) | 2007 CN12              | 6 février 2007        | Spacewatch               |
| (358413) | 2007 CS13              | 7 février 2007        | Spacewatch               |
| (358414) | 2007 CS20              | 6 février 2007        | Mt. Lemmon Survey        |
| (358415) | 2007 CA24              | 8 février 2007        | Spacewatch               |
| (358416) | 2007 CN24              | 8 février 2007        | Mt. Lemmon Survey        |
| (358417) | 2007 CN25              | 8 février 2007        | Spacewatch               |
| (358418) | 2007 CV35              | 6 février 2007        | Mt. Lemmon Survey        |
| (358419) | 2007 CS36              | 6 février 2007        | Mt. Lemmon Survey        |
| (358420) | 2007 CP43              | 8 février 2007        | Spacewatch               |
| (358421) | 2007 CO53              | 15 février 2007       | NEAT                     |
| (358422) | 2007 CX58              | 10 février 2007       | CSS                      |
| (358423) | 2007 CF61              | 15 février 2007       | NEAT                     |
| (358424) | 2007 CU62              | 15 février 2007       | CSS                      |
| (358425) | 2007 DV4               | 17 février 2007       | Spacewatch               |
| (358426) | 2007 DC8               | 21 février 2007       | Hug, G.                  |
| (358427) | 2007 DZ13              | 17 février 2007       | Spacewatch               |
| (358428) | 2007 DR14              | 8 février 2007        | Spacewatch               |
| (358429) | 2007 DK15              | 7 octobre 2004        | Spacewatch               |
| (358430) | 2007 DM16              | 17 février 2007       | Spacewatch               |
| (358431) | 2007 DM18              | 17 février 2007       | Spacewatch               |
| (358432) | 2007 DZ23              | 17 février 2007       | Spacewatch               |
| (358433) | 2007 DC29              | 17 février 2007       | Spacewatch               |
| (358434) | 2007 DB41              | 21 février 2007       | CSS                      |
| (358435) | 2007 DU41              | 16 février 2007       | CSS                      |
| (358436) | 2007 DG42              | 16 février 2007       | NEAT                     |
| (358437) | 2007 DU77              | 22 février 2007       | LONEOS                   |
| (358438) | 2007 DZ82              | 23 février 2007       | CSS                      |
| (358439) | 2007 DL86              | 23 février 2007       | Mt. Lemmon Survey        |
| (358440) | 2007 DP90              | 23 février 2007       | Spacewatch               |
| (358441) | 2007 DB94              | 23 février 2007       | Spacewatch               |
| (358442) | 2007 DF98              | 25 février 2007       | Mt. Lemmon Survey        |
| (358443) | 2007 DF99              | 25 février 2007       | Mt. Lemmon Survey        |
| (358444) | 2007 DV116             | 21 février 2007       | CSS                      |
| (358445) | 2007 DC117             | 17 février 2007       | Tucker, R. A.            |
| (358446) | 2007 DJ117             | 25 février 2007       | Mt. Lemmon Survey        |
| (358447) | 2007 EB35              | 11 mars 2007          | Spacewatch               |
| (358448) | 2007 EC35              | 11 mars 2007          | Spacewatch               |
| (358449) | 2007 EM36              | 11 mars 2007          | LONEOS                   |
| (358450) | 2007 EN54              | 12 mars 2007          | Mt. Lemmon Survey        |
| (358451) | 2007 EM60              | 10 mars 2007          | Spacewatch               |
| (358452) | 2007 EZ82              | 12 mars 2007          | Spacewatch               |
| (358453) | 2007 EH88              | 14 mars 2007          | Mt. Lemmon Survey        |
| (358454) | 2007 EX100             | 11 mars 2007          | Mt. Lemmon Survey        |
| (358455) | 2007 EG131             | 9 mars 2007           | Mt. Lemmon Survey        |
| (358456) | 2007 EP138             | 12 mars 2007          | Spacewatch               |
| (358457) | 2007 EA152             | 12 mars 2007          | Mt. Lemmon Survey        |
| (358458) | 2007 EF157             | 17 février 2007       | Mt. Lemmon Survey        |
| (358459) | 2007 EG158             | 16 février 2007       | CSS                      |
| (358460) | 2007 EA162             | 15 mars 2007          | Mt. Lemmon Survey        |
| (358461) | 2007 FS15              | 19 mars 2007          | LONEOS                   |
| (358462) | 2007 FJ16              | 20 mars 2007          | Mt. Lemmon Survey        |
| (358463) | 2007 GU68              | 26 septembre 2003     | Sloan Digital Sky Survey |
| (358464) | 2007 HK60              | 20 avril 2007         | Mt. Lemmon Survey        |
| (358465) | 2007 JQ45              | 11 mai 2007           | Mt. Lemmon Survey        |
| (358466) | 2007 LX1               | 7 juin 2007           | Spacewatch               |
| (358467) | 2007 MY1               | 18 juin 2007          | Spacewatch               |
| (358468) | 2007 MO3               | 16 juin 2007          | Spacewatch               |
| (358469) | 2007 NO2               | 13 juillet 2007       | Chante-Perdrix           |
| (358470) | 2007 NH3               | 14 juillet 2007       | Chante-Perdrix           |
| (358471) | 2007 NS4               | 15 juillet 2007       | Siding Spring Survey     |
| (358472) | 2007 OT10              | 20 juillet 2007       | Siding Spring Survey     |
| (358473) | 2007 PA5               | 5 août 2007           | LINEAR                   |
| (358474) | 2007 PA12              | 11 août 2007          | LINEAR                   |
| (358475) | 2007 PX15              | 8 août 2007           | LINEAR                   |
| (358476) | 2007 PT20              | 9 août 2007           | LINEAR                   |
| (358477) | 2007 PV25              | 8 août 2007           | LINEAR                   |
| (358478) | 2007 PJ42              | 13 août 2007          | LINEAR                   |
| (358479) | 2007 PF46              | 10 août 2007          | Spacewatch               |
| (358480) | 2007 QO11              | 23 août 2007          | Spacewatch               |
| (358481) | 2007 QT17              | 17 janvier 2005       | Spacewatch               |
| (358482) | 2007 RL                | 1er septembre 2007    | Rinner, C., Kugel, F.    |
| (358483) | 2007 RU1               | 1er septembre 2007    | Sarneczky, K., Kiss, L.  |
| (358484) | 2007 RG21              | 3 septembre 2007      | CSS                      |
| (358485) | 2007 RF38              | 8 septembre 2007      | LONEOS                   |
| (358486) | 2007 RD45              | 9 septembre 2007      | Spacewatch               |
| (358487) | 2007 RU47              | 9 septembre 2007      | Mt. Lemmon Survey        |
| (358488) | 2007 RL56              | 9 septembre 2007      | LONEOS                   |
| (358489) | 2007 RP60              | 10 septembre 2007     | CSS                      |
| (358490) | 2007 RU86              | 10 septembre 2007     | Mt. Lemmon Survey        |
| (358491) | 2007 RT94              | 10 septembre 2007     | Spacewatch               |
| (358492) | 2007 RZ95              | 10 septembre 2007     | Spacewatch               |
| (358493) | 2007 RK98              | 10 septembre 2007     | Spacewatch               |
| (358494) | 2007 RB105             | 11 septembre 2007     | CSS                      |
| (358495) | 2007 RQ118             | 11 septembre 2007     | Mt. Lemmon Survey        |
| (358496) | 2007 RQ120             | 12 septembre 2007     | Mt. Lemmon Survey        |
| (358497) | 2007 RB142             | 13 septembre 2007     | LINEAR                   |
| (358498) | 2007 RP145             | 14 septembre 2007     | LINEAR                   |
| (358499) | 2007 RR148             | 12 septembre 2007     | CSS                      |
| (358500) | 2007 RB151             | 9 septembre 2007      | Mt. Lemmon Survey        |

### 358501-358600
| Nom      | Désignation provisoire | Date de la découverte | Découvreur        |
| -------- | ---------------------- | --------------------- | ----------------- |
| (358501) | 2007 RB153             | 24 août 2007          | Spacewatch        |
| (358502) | 2007 RW153             | 10 septembre 2007     | Spacewatch        |
| (358503) | 2007 RH173             | 10 septembre 2007     | Spacewatch        |
| (358504) | 2007 RN173             | 10 septembre 2007     | Spacewatch        |
| (358505) | 2007 RR178             | 10 septembre 2007     | Spacewatch        |
| (358506) | 2007 RQ189             | 10 septembre 2007     | Spacewatch        |
| (358507) | 2007 RQ196             | 13 septembre 2007     | Mt. Lemmon Survey |
| (358508) | 2007 RC205             | 9 septembre 2007      | Spacewatch        |
| (358509) | 2007 RB211             | 11 septembre 2007     | Spacewatch        |
| (358510) | 2007 RQ211             | 11 septembre 2007     | Spacewatch        |
| (358511) | 2007 RB222             | 14 septembre 2007     | Mt. Lemmon Survey |
| (358512) | 2007 RJ237             | 14 septembre 2007     | Mt. Lemmon Survey |
| (358513) | 2007 RM255             | 14 septembre 2007     | Spacewatch        |
| (358514) | 2007 RQ291             | 12 septembre 2007     | Mt. Lemmon Survey |
| (358515) | 2007 RQ294             | 14 septembre 2007     | Mt. Lemmon Survey |
| (358516) | 2007 RL295             | 14 septembre 2007     | Mt. Lemmon Survey |
| (358517) | 2007 RA309             | 10 septembre 2007     | Spacewatch        |
| (358518) | 2007 RD309             | 10 septembre 2007     | Mt. Lemmon Survey |
| (358519) | 2007 RE309             | 10 septembre 2007     | Mt. Lemmon Survey |
| (358520) | 2007 RB310             | 12 août 2007          | LINEAR            |
| (358521) | 2007 RG314             | 14 septembre 2007     | Mt. Lemmon Survey |
| (358522) | 2007 RH318             | 11 septembre 2007     | Spacewatch        |
| (358523) | 2007 RH325             | 14 septembre 2007     | Mt. Lemmon Survey |
| (358524) | 2007 SL2               | 20 septembre 2007     | Ries, W.          |
| (358525) | 2007 SS17              | 30 septembre 2007     | Spacewatch        |
| (358526) | 2007 SV23              | 18 septembre 2007     | Mt. Lemmon Survey |
| (358527) | 2007 TE7               | 7 octobre 2007        | Chante-Perdrix    |
| (358528) | 2007 TR9               | 6 octobre 2007        | LINEAR            |
| (358529) | 2007 TN13              | 6 octobre 2007        | LINEAR            |
| (358530) | 2007 TR22              | 9 octobre 2007        | CSS               |
| (358531) | 2007 TU25              | 4 octobre 2007        | Spacewatch        |
| (358532) | 2007 TN31              | 23 août 2007          | Spacewatch        |
| (358533) | 2007 TP35              | 7 octobre 2007        | CSS               |
| (358534) | 2007 TU35              | 7 octobre 2007        | Spacewatch        |
| (358535) | 2007 TN49              | 4 octobre 2007        | Spacewatch        |
| (358536) | 2007 TX52              | 4 octobre 2007        | Spacewatch        |
| (358537) | 2007 TY56              | 4 octobre 2007        | Spacewatch        |
| (358538) | 2007 TR66              | 10 octobre 2007       | Chante-Perdrix    |
| (358539) | 2007 TM73              | 26 mars 2003          | Spacewatch        |
| (358540) | 2007 TS92              | 5 octobre 2007        | Lacruz, J.        |
| (358541) | 2007 TZ100             | 8 octobre 2007        | Mt. Lemmon Survey |
| (358542) | 2007 TV115             | 8 octobre 2007        | Mt. Lemmon Survey |
| (358543) | 2007 TM120             | 9 octobre 2007        | CSS               |
| (358544) | 2007 TC123             | 8 septembre 2007      | Mt. Lemmon Survey |
| (358545) | 2007 TU126             | 6 octobre 2007        | Spacewatch        |
| (358546) | 2007 TE127             | 6 octobre 2007        | Spacewatch        |
| (358547) | 2007 TJ132             | 7 octobre 2007        | Mt. Lemmon Survey |
| (358548) | 2007 TP148             | 7 octobre 2007        | LINEAR            |
| (358549) | 2007 TQ154             | 9 octobre 2007        | LINEAR            |
| (358550) | 2007 TM155             | 9 octobre 2007        | LINEAR            |
| (358551) | 2007 TC157             | 9 octobre 2007        | LINEAR            |
| (358552) | 2007 TG162             | 11 octobre 2007       | LINEAR            |
| (358553) | 2007 TD163             | 11 octobre 2007       | LINEAR            |
| (358554) | 2007 TL165             | 11 octobre 2007       | LINEAR            |
| (358555) | 2007 TD191             | 4 octobre 2007        | Mt. Lemmon Survey |
| (358556) | 2007 TS197             | 8 octobre 2007        | Spacewatch        |
| (358557) | 2007 TV198             | 8 octobre 2007        | Spacewatch        |
| (358558) | 2007 TP201             | 8 octobre 2007        | LONEOS            |
| (358559) | 2007 TE222             | 9 octobre 2007        | Spacewatch        |
| (358560) | 2007 TE227             | 8 octobre 2007        | Spacewatch        |
| (358561) | 2007 TO232             | 8 octobre 2007        | Spacewatch        |
| (358562) | 2007 TC235             | 9 octobre 2007        | Spacewatch        |
| (358563) | 2007 TV239             | 10 octobre 2007       | Mt. Lemmon Survey |
| (358564) | 2007 TP241             | 7 octobre 2007        | Mt. Lemmon Survey |
| (358565) | 2007 TS247             | 10 octobre 2007       | Spacewatch        |
| (358566) | 2007 TG301             | 12 octobre 2007       | Spacewatch        |
| (358567) | 2007 TF332             | 11 octobre 2007       | Spacewatch        |
| (358568) | 2007 TY336             | 12 octobre 2007       | CSS               |
| (358569) | 2007 TD340             | 9 octobre 2007        | Mt. Lemmon Survey |
| (358570) | 2007 TM353             | 8 octobre 2007        | Mt. Lemmon Survey |
| (358571) | 2007 TY353             | 10 octobre 2007       | Spacewatch        |
| (358572) | 2007 TD363             | 14 octobre 2007       | Mt. Lemmon Survey |
| (358573) | 2007 TA383             | 14 octobre 2007       | Spacewatch        |
| (358574) | 2007 TK395             | 13 janvier 2005       | Spacewatch        |
| (358575) | 2007 TJ423             | 4 octobre 2007        | Spacewatch        |
| (358576) | 2007 TO423             | 4 octobre 2007        | Spacewatch        |
| (358577) | 2007 TM424             | 7 octobre 2007        | Spacewatch        |
| (358578) | 2007 TE426             | 9 octobre 2007        | Mt. Lemmon Survey |
| (358579) | 2007 TE441             | 10 octobre 2007       | CSS               |
| (358580) | 2007 TS450             | 12 octobre 2007       | Mt. Lemmon Survey |
| (358581) | 2007 UD5               | 19 octobre 2007       | BATTeRS           |
| (358582) | 2007 UE8               | 16 octobre 2007       | CSS               |
| (358583) | 2007 UP12              | 16 octobre 2007       | Spacewatch        |
| (358584) | 2007 UB24              | 8 octobre 2007        | Spacewatch        |
| (358585) | 2007 UG30              | 8 octobre 2007        | LONEOS            |
| (358586) | 2007 UE31              | 19 octobre 2007       | CSS               |
| (358587) | 2007 UP31              | 7 octobre 2007        | CSS               |
| (358588) | 2007 UU36              | 10 octobre 2007       | LONEOS            |
| (358589) | 2007 UV37              | 11 septembre 2007     | CSS               |
| (358590) | 2007 UH55              | 30 octobre 2007       | Spacewatch        |
| (358591) | 2007 UJ56              | 30 octobre 2007       | Mt. Lemmon Survey |
| (358592) | 2007 UN56              | 30 octobre 2007       | CSS               |
| (358593) | 2007 UD76              | 31 octobre 2007       | Mt. Lemmon Survey |
| (358594) | 2007 UW80              | 31 octobre 2007       | Mt. Lemmon Survey |
| (358595) | 2007 UZ86              | 30 octobre 2007       | Spacewatch        |
| (358596) | 2007 UW94              | 31 octobre 2007       | Mt. Lemmon Survey |
| (358597) | 2007 US100             | 30 octobre 2007       | Spacewatch        |
| (358598) | 2007 UE105             | 30 octobre 2007       | Spacewatch        |
| (358599) | 2007 UP127             | 16 octobre 2007       | Spacewatch        |
| (358600) | 2007 UX136             | 25 octobre 2007       | Mt. Lemmon Survey |

### 358601-358700
| Nom            | Désignation provisoire | Date de la découverte | Découvreur             |
| -------------- | ---------------------- | --------------------- | ---------------------- |
| (358601)       | 2007 UL137             | 16 octobre 2007       | Mt. Lemmon Survey      |
| (358602)       | 2007 VA2               | 2 novembre 2007       | Lowe, A.               |
| (358603)       | 2007 VP3               | 2 novembre 2007       | Endate, K.             |
| (358604)       | 2007 VQ3               | 2 novembre 2007       | Teamo, N.              |
| (358605)       | 2007 VE12              | 4 novembre 2007       | OAM                    |
| (358606)       | 2007 VZ27              | 2 novembre 2007       | Spacewatch             |
| (358607)       | 2007 VQ29              | 5 novembre 2007       | Mt. Lemmon Survey      |
| (358608)       | 2007 VB33              | 2 novembre 2007       | Spacewatch             |
| (358609)       | 2007 VC48              | 1er novembre 2007     | Spacewatch             |
| (358610)       | 2007 VK60              | 24 août 2007          | Spacewatch             |
| (358611)       | 2007 VM66              | 2 novembre 2007       | CSS                    |
| (358612)       | 2007 VG77              | 3 novembre 2007       | Spacewatch             |
| (358613)       | 2007 VH78              | 12 octobre 2007       | Spacewatch             |
| (358614)       | 2007 VT87              | 2 novembre 2007       | LINEAR                 |
| (358615)       | 2007 VQ89              | 4 novembre 2007       | LINEAR                 |
| (358616)       | 2007 VV96              | 1er novembre 2007     | Spacewatch             |
| (358617)       | 2007 VZ114             | 3 novembre 2007       | Spacewatch             |
| (358618)       | 2007 VK119             | 4 novembre 2007       | PMO NEO Survey Program |
| (358619)       | 2007 VO120             | 5 novembre 2007       | Spacewatch             |
| (358620)       | 2007 VF121             | 5 novembre 2007       | Spacewatch             |
| (358621)       | 2007 VM122             | 5 novembre 2007       | Spacewatch             |
| (358622)       | 2007 VJ141             | 4 novembre 2007       | Spacewatch             |
| (358623)       | 2007 VD143             | 4 novembre 2007       | Spacewatch             |
| (358624)       | 2007 VN147             | 4 novembre 2007       | Spacewatch             |
| (358625)       | 2007 VM153             | 4 novembre 2007       | Spacewatch             |
| (358626)       | 2007 VY153             | 18 octobre 2007       | Spacewatch             |
| (358627)       | 2007 VA159             | 5 novembre 2007       | Spacewatch             |
| (358628)       | 2007 VW160             | 5 novembre 2007       | Spacewatch             |
| (358629)       | 2007 VN166             | 5 novembre 2007       | Spacewatch             |
| (358630)       | 2007 VB168             | 5 novembre 2007       | Spacewatch             |
| (358631)       | 2007 VA179             | 7 novembre 2007       | Mt. Lemmon Survey      |
| (358632)       | 2007 VA202             | 5 novembre 2007       | Mt. Lemmon Survey      |
| (358633)       | 2007 VY214             | 9 novembre 2007       | Spacewatch             |
| (358634)       | 2007 VX230             | 17 octobre 2007       | Mt. Lemmon Survey      |
| (358635)       | 2007 VD239             | 13 novembre 2007      | Spacewatch             |
| (358636)       | 2007 VK242             | 12 novembre 2007      | CSS                    |
| (358637)       | 2007 VC252             | 12 novembre 2007      | CSS                    |
| (358638)       | 2007 VT264             | 13 novembre 2007      | Spacewatch             |
| (358639)       | 2007 VD268             | 11 novembre 2007      | LINEAR                 |
| (358640)       | 2007 VZ269             | 24 octobre 2007       | Mt. Lemmon Survey      |
| (358641)       | 2007 VJ270             | 6 novembre 2007       | Spacewatch             |
| (358642)       | 2007 VC280             | 17 octobre 2007       | Mt. Lemmon Survey      |
| (358643)       | 2007 VS281             | 14 novembre 2007      | Spacewatch             |
| (358644)       | 2007 VZ292             | 16 octobre 2007       | CSS                    |
| (358645)       | 2007 VT295             | 30 octobre 2007       | CSS                    |
| (358646)       | 2007 VE300             | 13 novembre 2007      | LONEOS                 |
| (358647)       | 2007 VV305             | 5 novembre 2007       | Mt. Lemmon Survey      |
| (358648)       | 2007 VO306             | 1er novembre 2007     | Spacewatch             |
| (358649)       | 2007 VP310             | 9 novembre 2007       | Mt. Lemmon Survey      |
| (358650)       | 2007 VL312             | 2 novembre 2007       | Spacewatch             |
| (358651)       | 2007 VB317             | 14 novembre 2007      | Spacewatch             |
| (358652)       | 2007 VO318             | 7 novembre 2007       | Spacewatch             |
| (358653)       | 2007 VG321             | 8 novembre 2007       | CSS                    |
| (358654)       | 2007 VF323             | 2 novembre 2007       | Spacewatch             |
| (358655)       | 2007 VF325             | 1er novembre 2007     | Spacewatch             |
| (358656)       | 2007 VY325             | 2 novembre 2007       | Spacewatch             |
| (358657)       | 2007 VZ327             | 8 novembre 2007       | CSS                    |
| (358658)       | 2007 VJ331             | 11 juillet 2002       | CINEOS                 |
| (358659)       | 2007 VK334             | 13 novembre 2007      | Spacewatch             |
| (358660)       | 2007 WY2               | 16 novembre 2007      | Mt. Lemmon Survey      |
| (358661)       | 2007 WK6               | 17 novembre 2007      | LINEAR                 |
| (358662)       | 2007 WB8               | 18 novembre 2007      | LINEAR                 |
| (358663)       | 2007 WU8               | 2 novembre 2007       | Mt. Lemmon Survey      |
| (358664)       | 2007 WJ9               | 16 novembre 2007      | Mt. Lemmon Survey      |
| (358665)       | 2007 WR19              | 18 novembre 2007      | Mt. Lemmon Survey      |
| (358666)       | 2007 WE39              | 19 novembre 2007      | Mt. Lemmon Survey      |
| (358667)       | 2007 WV60              | 18 novembre 2007      | Mt. Lemmon Survey      |
| (358668)       | 2007 XE                | 1er décembre 2007     | BATTeRS                |
| (358669)       | 2007 XQ4               | 3 décembre 2007       | CSS                    |
| (358670)       | 2007 XJ21              | 10 décembre 2007      | LINEAR                 |
| (358671)       | 2007 XP21              | 10 décembre 2007      | LINEAR                 |
| (358672)       | 2007 XA34              | 2 novembre 2007       | Mt. Lemmon Survey      |
| (358673)       | 2007 XG51              | 14 décembre 2007      | Mt. Lemmon Survey      |
| (358674)       | 2007 XC52              | 5 décembre 2007       | Spacewatch             |
| (358675) Bente | 2007 YY1               | 16 décembre 2007      | De Cat, P.             |
| (358676)       | 2007 YE4               | 21 octobre 2007       | Spacewatch             |
| (358677)       | 2007 YM4               | 16 décembre 2007      | Spacewatch             |
| (358678)       | 2007 YF18              | 16 décembre 2007      | CSS                    |
| (358679)       | 2007 YF20              | 4 décembre 2007       | Mt. Lemmon Survey      |
| (358680)       | 2007 YS20              | 16 décembre 2007      | Spacewatch             |
| (358681)       | 2007 YG24              | 17 décembre 2007      | Mt. Lemmon Survey      |
| (358682)       | 2007 YA36              | 30 décembre 2007      | Mt. Lemmon Survey      |
| (358683)       | 2007 YT45              | 30 décembre 2007      | Mt. Lemmon Survey      |
| (358684)       | 2007 YH51              | 28 décembre 2007      | Spacewatch             |
| (358685)       | 2007 YY53              | 6 décembre 2007       | Spacewatch             |
| (358686)       | 2007 YR55              | 31 décembre 2007      | Spacewatch             |
| (358687)       | 2007 YD61              | 16 mars 2004          | Spacewatch             |
| (358688)       | 2007 YY61              | 31 décembre 2007      | Mt. Lemmon Survey      |
| (358689)       | 2007 YH66              | 30 décembre 2007      | Mt. Lemmon Survey      |
| (358690)       | 2008 AM5               | 10 janvier 2008       | Mt. Lemmon Survey      |
| (358691)       | 2008 AS7               | 10 janvier 2008       | Spacewatch             |
| (358692)       | 2008 AN17              | 10 janvier 2008       | Spacewatch             |
| (358693)       | 2008 AQ21              | 10 janvier 2008       | Mt. Lemmon Survey      |
| (358694)       | 2008 AP25              | 10 janvier 2008       | Mt. Lemmon Survey      |
| (358695)       | 2008 AK28              | 10 janvier 2008       | Mt. Lemmon Survey      |
| (358696)       | 2008 AQ30              | 11 janvier 2008       | Yeung, W. K. Y.        |
| (358697)       | 2008 AR43              | 10 janvier 2008       | Spacewatch             |
| (358698)       | 2008 AS44              | 30 décembre 2007      | Mt. Lemmon Survey      |
| (358699)       | 2008 AC61              | 11 janvier 2008       | Spacewatch             |
| (358700)       | 2008 AD64              | 11 janvier 2008       | CSS                    |

### 358701-358800
| Nom      | Désignation provisoire | Date de la découverte | Découvreur             |
| -------- | ---------------------- | --------------------- | ---------------------- |
| (358701) | 2008 AU64              | 11 janvier 2008       | Mt. Lemmon Survey      |
| (358702) | 2008 AW70              | 12 janvier 2008       | Spacewatch             |
| (358703) | 2008 AL78              | 12 janvier 2008       | Spacewatch             |
| (358704) | 2008 AW80              | 12 janvier 2008       | Spacewatch             |
| (358705) | 2008 AB83              | 15 janvier 2008       | Mt. Lemmon Survey      |
| (358706) | 2008 AC83              | 15 janvier 2008       | Mt. Lemmon Survey      |
| (358707) | 2008 AU92              | 18 novembre 2007      | Mt. Lemmon Survey      |
| (358708) | 2008 AK94              | 14 janvier 2008       | Spacewatch             |
| (358709) | 2008 AP102             | 31 décembre 2007      | Spacewatch             |
| (358710) | 2008 AP104             | 15 janvier 2008       | Spacewatch             |
| (358711) | 2008 AL106             | 15 janvier 2008       | Mt. Lemmon Survey      |
| (358712) | 2008 AO121             | 6 janvier 2008        | Wiegert, P. A.         |
| (358713) | 2008 AU129             | 5 janvier 2008        | LUSS                   |
| (358714) | 2008 AF135             | 11 janvier 2008       | CSS                    |
| (358715) | 2008 BV5               | 16 janvier 2008       | Spacewatch             |
| (358716) | 2008 BH23              | 31 janvier 2008       | Mt. Lemmon Survey      |
| (358717) | 2008 BF26              | 30 janvier 2008       | CSS                    |
| (358718) | 2008 BV28              | 16 janvier 2008       | Spacewatch             |
| (358719) | 2008 BE29              | 30 janvier 2008       | Mt. Lemmon Survey      |
| (358720) | 2008 BE36              | 30 janvier 2008       | Spacewatch             |
| (358721) | 2008 BE45              | 31 janvier 2008       | CSS                    |
| (358722) | 2008 BK46              | 30 janvier 2008       | Spacewatch             |
| (358723) | 2008 BX47              | 31 janvier 2008       | Mt. Lemmon Survey      |
| (358724) | 2008 CD1               | 3 février 2008        | Ries, W.               |
| (358725) | 2008 CJ2               | 1er février 2008      | Spacewatch             |
| (358726) | 2008 CP14              | 3 février 2008        | Spacewatch             |
| (358727) | 2008 CD16              | 3 février 2008        | Mt. Lemmon Survey      |
| (358728) | 2008 CT17              | 3 février 2008        | Spacewatch             |
| (358729) | 2008 CE20              | 6 février 2008        | LONEOS                 |
| (358730) | 2008 CT20              | 6 février 2008        | Suno                   |
| (358731) | 2008 CM30              | 2 février 2008        | Spacewatch             |
| (358732) | 2008 CD33              | 2 février 2008        | Spacewatch             |
| (358733) | 2008 CO37              | 2 février 2008        | Spacewatch             |
| (358734) | 2008 CH39              | 2 février 2008        | Mt. Lemmon Survey      |
| (358735) | 2008 CK41              | 2 février 2008        | Spacewatch             |
| (358736) | 2008 CZ43              | 2 février 2008        | Spacewatch             |
| (358737) | 2008 CM45              | 2 février 2008        | Spacewatch             |
| (358738) | 2008 CW55              | 7 février 2008        | Spacewatch             |
| (358739) | 2008 CV63              | 21 août 2006          | Spacewatch             |
| (358740) | 2008 CE83              | 7 février 2008        | Spacewatch             |
| (358741) | 2008 CO89              | 7 février 2008        | Spacewatch             |
| (358742) | 2008 CC93              | 8 février 2008        | Mt. Lemmon Survey      |
| (358743) | 2008 CO100             | 9 février 2008        | Spacewatch             |
| (358744) | 2008 CR118             | 10 février 2008       | Spacewatch             |
| (358745) | 2008 CG120             | 6 février 2008        | CSS                    |
| (358746) | 2008 CQ124             | 7 février 2008        | Mt. Lemmon Survey      |
| (358747) | 2008 CG126             | 8 février 2008        | Spacewatch             |
| (358748) | 2008 CG130             | 8 février 2008        | Spacewatch             |
| (358749) | 2008 CB131             | 8 février 2008        | Spacewatch             |
| (358750) | 2008 CR140             | 8 février 2008        | Spacewatch             |
| (358751) | 2008 CL141             | 8 février 2008        | Spacewatch             |
| (358752) | 2008 CF151             | 9 février 2008        | Spacewatch             |
| (358753) | 2008 CP152             | 9 février 2008        | Spacewatch             |
| (358754) | 2008 CP168             | 12 février 2008       | Spacewatch             |
| (358755) | 2008 CJ176             | 7 février 2008        | LINEAR                 |
| (358756) | 2008 CZ176             | 11 janvier 2008       | LUSS                   |
| (358757) | 2008 CJ183             | 20 novembre 2007      | Mt. Lemmon Survey      |
| (358758) | 2008 CA187             | 29 juillet 2005       | NEAT                   |
| (358759) | 2008 CO189             | 14 février 2008       | CSS                    |
| (358760) | 2008 CQ190             | 12 février 2008       | Mt. Lemmon Survey      |
| (358761) | 2008 CL196             | 13 février 2008       | Mt. Lemmon Survey      |
| (358762) | 2008 CH206             | 8 février 2008        | Spacewatch             |
| (358763) | 2008 CJ206             | 8 février 2008        | Spacewatch             |
| (358764) | 2008 CW211             | 7 février 2008        | Spacewatch             |
| (358765) | 2008 CW215             | 14 février 2008       | Mt. Lemmon Survey      |
| (358766) | 2008 DF4               | 27 février 2008       | Sarneczky, K.          |
| (358767) | 2008 DB7               | 24 février 2008       | Spacewatch             |
| (358768) | 2008 DH9               | 25 février 2008       | Spacewatch             |
| (358769) | 2008 DR13              | 26 février 2008       | Mt. Lemmon Survey      |
| (358770) | 2008 DD18              | 26 février 2008       | Mt. Lemmon Survey      |
| (358771) | 2008 DG18              | 18 octobre 2007       | Mt. Lemmon Survey      |
| (358772) | 2008 DJ28              | 25 février 2008       | Mt. Lemmon Survey      |
| (358773) | 2008 DG34              | 27 février 2008       | Spacewatch             |
| (358774) | 2008 DK38              | 27 février 2008       | Spacewatch             |
| (358775) | 2008 DJ43              | 28 février 2008       | Spacewatch             |
| (358776) | 2008 DW43              | 28 février 2008       | Mt. Lemmon Survey      |
| (358777) | 2008 DG56              | 8 février 2008        | Spacewatch             |
| (358778) | 2008 DF58              | 29 février 2008       | CSS                    |
| (358779) | 2008 DA63              | 28 février 2008       | Mt. Lemmon Survey      |
| (358780) | 2008 DF63              | 28 février 2008       | Mt. Lemmon Survey      |
| (358781) | 2008 DB82              | 28 février 2008       | Spacewatch             |
| (358782) | 2008 DA83              | 28 février 2008       | Mt. Lemmon Survey      |
| (358783) | 2008 DD83              | 28 février 2008       | Spacewatch             |
| (358784) | 2008 DX83              | 28 février 2008       | Spacewatch             |
| (358785) | 2008 DZ84              | 28 février 2008       | Spacewatch             |
| (358786) | 2008 DW88              | 27 février 2008       | Spacewatch             |
| (358787) | 2008 EL5               | 30 août 2005          | Spacewatch             |
| (358788) | 2008 EJ10              | 1er mars 2008         | Spacewatch             |
| (358789) | 2008 EQ10              | 1er mars 2008         | Spacewatch             |
| (358790) | 2008 EG16              | 1er mars 2008         | Spacewatch             |
| (358791) | 2008 EV16              | 1er mars 2008         | Spacewatch             |
| (358792) | 2008 EH20              | 2 mars 2008           | Spacewatch             |
| (358793) | 2008 EE25              | 3 mars 2008           | PMO NEO Survey Program |
| (358794) | 2008 EK25              | 12 février 2008       | Mt. Lemmon Survey      |
| (358795) | 2008 EL44              | 5 mars 2008           | Spacewatch             |
| (358796) | 2008 EK45              | 5 mars 2008           | Spacewatch             |
| (358797) | 2008 EK51              | 6 mars 2008           | Spacewatch             |
| (358798) | 2008 EW51              | 6 mars 2008           | Mt. Lemmon Survey      |
| (358799) | 2008 EZ54              | 6 mars 2008           | Spacewatch             |
| (358800) | 2008 EX56              | 7 mars 2008           | CSS                    |

### 358801-358900
| Nom                 | Désignation provisoire | Date de la découverte | Découvreur                |
| ------------------- | ---------------------- | --------------------- | ------------------------- |
| (358801)            | 2008 EV58              | 28 août 2005          | Spacewatch                |
| (358802)            | 2008 EA62              | 9 mars 2008           | Mt. Lemmon Survey         |
| (358803)            | 2008 EO72              | 11 janvier 2008       | Mt. Lemmon Survey         |
| (358804)            | 2008 EB77              | 7 mars 2008           | Spacewatch                |
| (358805)            | 2008 EA79              | 8 mars 2008           | Mt. Lemmon Survey         |
| (358806)            | 2008 EL79              | 8 mars 2008           | CSS                       |
| (358807)            | 2008 ED80              | 7 février 2008        | Mt. Lemmon Survey         |
| (358808)            | 2008 EZ80              | 10 mars 2008          | Spacewatch                |
| (358809)            | 2008 EF83              | 8 mars 2008           | LINEAR                    |
| (358810)            | 2008 EU90              | 28 avril 2003         | LONEOS                    |
| (358811)            | 2008 EZ110             | 8 mars 2008           | Spacewatch                |
| (358812)            | 2008 EP112             | 8 mars 2008           | Spacewatch                |
| (358813)            | 2008 EJ116             | 8 mars 2008           | Spacewatch                |
| (358814)            | 2008 EO118             | 9 mars 2008           | Mt. Lemmon Survey         |
| (358815)            | 2008 ER121             | 11 septembre 2005     | Spacewatch                |
| (358816)            | 2008 EU122             | 28 février 2008       | Spacewatch                |
| (358817)            | 2008 ES123             | 10 mars 2008          | Spacewatch                |
| (358818)            | 2008 ES124             | 10 mars 2008          | Mt. Lemmon Survey         |
| (358819)            | 2008 EV125             | 10 mars 2008          | Spacewatch                |
| (358820)            | 2008 EZ142             | 13 mars 2008          | CSS                       |
| (358821)            | 2008 EC143             | 6 mars 2008           | Mt. Lemmon Survey         |
| (358822)            | 2008 EV148             | 2 mars 2008           | Spacewatch                |
| (358823)            | 2008 EZ150             | 5 mars 2008           | Spacewatch                |
| (358824)            | 2008 EQ152             | 10 mars 2008          | Mt. Lemmon Survey         |
| (358825)            | 2008 EM153             | 12 mars 2008          | Spacewatch                |
| (358826)            | 2008 EV153             | 13 mars 2008          | Spacewatch                |
| (358827)            | 2008 EH156             | 1er mars 2008         | Spacewatch                |
| (358828)            | 2008 EY158             | 12 mars 2008          | Spacewatch                |
| (358829)            | 2008 EW164             | 1er mars 2008         | Spacewatch                |
| (358830)            | 2008 EZ164             | 1er mars 2008         | Spacewatch                |
| (358831)            | 2008 EE165             | 2 mars 2008           | Spacewatch                |
| (358832)            | 2008 EN165             | 2 mars 2008           | Spacewatch                |
| (358833)            | 2008 ED168             | 10 mars 2008          | Spacewatch                |
| (358834)            | 2008 FC3               | 25 mars 2008          | Spacewatch                |
| (358835)            | 2008 FL10              | 26 mars 2008          | Spacewatch                |
| (358836)            | 2008 FW18              | 27 mars 2008          | Mt. Lemmon Survey         |
| (358837)            | 2008 FA26              | 27 mars 2008          | Spacewatch                |
| (358838)            | 2008 FC27              | 27 mars 2008          | Spacewatch                |
| (358839)            | 2008 FP28              | 28 mars 2008          | Spacewatch                |
| (358840)            | 2008 FF31              | 28 mars 2008          | Mt. Lemmon Survey         |
| (358841)            | 2008 FD53              | 28 mars 2008          | Mt. Lemmon Survey         |
| (358842)            | 2008 FD54              | 28 mars 2008          | Mt. Lemmon Survey         |
| (358843)            | 2008 FN56              | 28 mars 2008          | Spacewatch                |
| (358844)            | 2008 FY57              | 28 mars 2008          | Mt. Lemmon Survey         |
| (358845)            | 2008 FV61              | 28 mars 2008          | Mt. Lemmon Survey         |
| (358846)            | 2008 FL62              | 27 mars 2008          | Spacewatch                |
| (358847)            | 2008 FS62              | 27 mars 2008          | Spacewatch                |
| (358848)            | 2008 FW63              | 27 mars 2008          | LUSS                      |
| (358849)            | 2008 FG64              | 28 mars 2008          | Spacewatch                |
| (358850)            | 2008 FM65              | 28 mars 2008          | Spacewatch                |
| (358851)            | 2008 FR73              | 30 mars 2008          | Spacewatch                |
| (358852)            | 2008 FX75              | 30 mars 2008          | LINEAR                    |
| (358853)            | 2008 FC77              | 27 mars 2008          | Mt. Lemmon Survey         |
| (358854)            | 2008 FZ77              | 27 mars 2008          | Mt. Lemmon Survey         |
| (358855)            | 2008 FS81              | 27 mars 2008          | Mt. Lemmon Survey         |
| (358856)            | 2008 FR85              | 28 mars 2008          | Mt. Lemmon Survey         |
| (358857)            | 2008 FT87              | 28 mars 2008          | Mt. Lemmon Survey         |
| (358858)            | 2008 FZ88              | 28 mars 2008          | Mt. Lemmon Survey         |
| (358859)            | 2008 FN100             | 30 mars 2008          | Spacewatch                |
| (358860)            | 2008 FY101             | 30 mars 2008          | Spacewatch                |
| (358861)            | 2008 FC102             | 30 mars 2008          | Spacewatch                |
| (358862)            | 2008 FN103             | 30 mars 2008          | Spacewatch                |
| (358863)            | 2008 FY103             | 30 mars 2008          | Spacewatch                |
| (358864)            | 2008 FS105             | 31 mars 2008          | Spacewatch                |
| (358865)            | 2008 FF107             | 31 mars 2008          | Spacewatch                |
| (358866)            | 2008 FG107             | 31 mars 2008          | Spacewatch                |
| (358867)            | 2008 FY109             | 31 mars 2008          | Mt. Lemmon Survey         |
| (358868)            | 2008 FE111             | 13 février 2008       | Mt. Lemmon Survey         |
| (358869)            | 2008 FQ116             | 31 mars 2008          | Spacewatch                |
| (358870)            | 2008 FE119             | 31 mars 2008          | Mt. Lemmon Survey         |
| (358871)            | 2008 FG123             | 28 mars 2008          | Mt. Lemmon Survey         |
| (358872)            | 2008 FJ123             | 28 mars 2008          | Spacewatch                |
| (358873)            | 2008 FR123             | 29 mars 2008          | Spacewatch                |
| (358874)            | 2008 FM125             | 31 mars 2008          | Spacewatch                |
| (358875)            | 2008 FR126             | 29 mars 2008          | Spacewatch                |
| (358876)            | 2008 FU126             | 30 mars 2008          | Spacewatch                |
| (358877)            | 2008 FB127             | 28 mars 2008          | Spacewatch                |
| (358878)            | 2008 FW127             | 6 octobre 2000        | Spacewatch                |
| (358879)            | 2008 FW133             | 28 mars 2008          | Mt. Lemmon Survey         |
| (358880)            | 2008 FK137             | 30 mars 2008          | Spacewatch                |
| (358881)            | 2008 GK4               | 8 avril 2008          | Lowe, A.                  |
| (358882)            | 2008 GL11              | 1er avril 2008        | Spacewatch                |
| (358883)            | 2008 GO17              | 4 avril 2008          | Spacewatch                |
| (358884)            | 2008 GJ19              | 4 avril 2008          | Mt. Lemmon Survey         |
| (358885)            | 2008 GK21              | 30 octobre 2005       | Spacewatch                |
| (358886)            | 2008 GX25              | 1er avril 2008        | Mt. Lemmon Survey         |
| (358887)            | 2008 GB28              | 3 avril 2008          | Spacewatch                |
| (358888)            | 2008 GE33              | 3 avril 2008          | Mt. Lemmon Survey         |
| (358889)            | 2008 GL36              | 3 avril 2008          | Spacewatch                |
| (358890)            | 2008 GL37              | 3 avril 2008          | Spacewatch                |
| (358891)            | 2008 GT38              | 3 avril 2008          | Mt. Lemmon Survey         |
| (358892)            | 2008 GA41              | 4 avril 2008          | Spacewatch                |
| (358893)            | 2008 GL41              | 4 avril 2008          | Spacewatch                |
| (358894) Demetrescu | 2008 GD44              | 12 mars 2008          | Vaduvescu, O., Birlan, M. |
| (358895)            | 2008 GN46              | 4 avril 2008          | Spacewatch                |
| (358896)            | 2008 GD47              | 6 mars 2008           | Mt. Lemmon Survey         |
| (358897)            | 2008 GA50              | 5 avril 2008          | Spacewatch                |
| (358898)            | 2008 GC50              | 5 avril 2008          | Spacewatch                |
| (358899)            | 2008 GM52              | 10 mars 2008          | Spacewatch                |
| (358900)            | 2008 GY56              | 5 avril 2008          | Mt. Lemmon Survey         |

### 358901-359000
| Nom      | Désignation provisoire | Date de la découverte | Découvreur             |
| -------- | ---------------------- | --------------------- | ---------------------- |
| (358901) | 2008 GZ62              | 12 mars 2008          | Spacewatch             |
| (358902) | 2008 GR80              | 10 mars 2008          | Mt. Lemmon Survey      |
| (358903) | 2008 GG88              | 4 mars 2008           | Mt. Lemmon Survey      |
| (358904) | 2008 GJ89              | 6 avril 2008          | Spacewatch             |
| (358905) | 2008 GW93              | 13 décembre 2006      | Mt. Lemmon Survey      |
| (358906) | 2008 GQ94              | 7 avril 2008          | Mt. Lemmon Survey      |
| (358907) | 2008 GH96              | 8 avril 2008          | Spacewatch             |
| (358908) | 2008 GG100             | 9 avril 2008          | Spacewatch             |
| (358909) | 2008 GT100             | 9 avril 2008          | Spacewatch             |
| (358910) | 2008 GD103             | 10 avril 2008         | Spacewatch             |
| (358911) | 2008 GZ114             | 11 avril 2008         | Spacewatch             |
| (358912) | 2008 GR122             | 13 avril 2008         | Spacewatch             |
| (358913) | 2008 GB128             | 13 avril 2008         | Gajdos, S., Vilagi, J. |
| (358914) | 2008 GT128             | 15 avril 2008         | CSS                    |
| (358915) | 2008 GT129             | 4 avril 2008          | Mt. Lemmon Survey      |
| (358916) | 2008 GX130             | 7 avril 2008          | Spacewatch             |
| (358917) | 2008 GH131             | 9 avril 2008          | Spacewatch             |
| (358918) | 2008 GQ139             | 6 avril 2008          | Spacewatch             |
| (358919) | 2008 HK1               | 6 avril 2008          | Mt. Lemmon Survey      |
| (358920) | 2008 HD8               | 3 avril 2008          | Mt. Lemmon Survey      |
| (358921) | 2008 HU9               | 24 avril 2008         | Mt. Lemmon Survey      |
| (358922) | 2008 HT10              | 24 avril 2008         | Spacewatch             |
| (358923) | 2008 HA12              | 21 février 2002       | Spacewatch             |
| (358924) | 2008 HR15              | 25 avril 2008         | Spacewatch             |
| (358925) | 2008 HJ16              | 25 avril 2008         | Spacewatch             |
| (358926) | 2008 HV17              | 26 avril 2008         | Spacewatch             |
| (358927) | 2008 HR25              | 14 avril 2008         | Mt. Lemmon Survey      |
| (358928) | 2008 HV33              | 26 avril 2008         | Spacewatch             |
| (358929) | 2008 HX34              | 27 avril 2008         | Spacewatch             |
| (358930) | 2008 HW36              | 30 avril 2008         | Spacewatch             |
| (358931) | 2008 HM43              | 27 avril 2008         | Mt. Lemmon Survey      |
| (358932) | 2008 HL46              | 28 avril 2008         | Spacewatch             |
| (358933) | 2008 HD50              | 29 avril 2008         | Spacewatch             |
| (358934) | 2008 HJ53              | 29 avril 2008         | Spacewatch             |
| (358935) | 2008 HO53              | 29 avril 2008         | Spacewatch             |
| (358936) | 2008 HB56              | 29 avril 2008         | Spacewatch             |
| (358937) | 2008 HT60              | 29 avril 2008         | Mt. Lemmon Survey      |
| (358938) | 2008 HL61              | 30 avril 2008         | Mt. Lemmon Survey      |
| (358939) | 2008 HS62              | 26 avril 2008         | CSS                    |
| (358940) | 2008 JS3               | 1er mai 2008          | Spacewatch             |
| (358941) | 2008 JH6               | 2 mai 2008            | Spacewatch             |
| (358942) | 2008 JM6               | 2 mai 2008            | Spacewatch             |
| (358943) | 2008 JS9               | 3 mai 2008            | Spacewatch             |
| (358944) | 2008 JR22              | 7 mai 2008            | Spacewatch             |
| (358945) | 2008 JN25              | 6 mai 2008            | Spacewatch             |
| (358946) | 2008 JY26              | 7 mai 2008            | Spacewatch             |
| (358947) | 2008 JS27              | 8 mai 2008            | Spacewatch             |
| (358948) | 2008 JA29              | 11 mai 2008           | Mt. Lemmon Survey      |
| (358949) | 2008 JD29              | 11 mai 2008           | CSS                    |
| (358950) | 2008 JD31              | 5 mai 2008            | CSS                    |
| (358951) | 2008 KJ3               | 27 mai 2008           | Spacewatch             |
| (358952) | 2008 KR7               | 27 mai 2008           | Mt. Lemmon Survey      |
| (358953) | 2008 KE8               | 27 mai 2008           | Spacewatch             |
| (358954) | 2008 KE9               | 3 mai 2008            | Spacewatch             |
| (358955) | 2008 KS26              | 29 mai 2008           | Spacewatch             |
| (358956) | 2008 KJ28              | 28 mars 2008          | Spacewatch             |
| (358957) | 2008 KL36              | 29 mai 2008           | Mt. Lemmon Survey      |
| (358958) | 2008 KP36              | 29 mai 2008           | Spacewatch             |
| (358959) | 2008 KF42              | 31 mai 2008           | Spacewatch             |
| (358960) | 2008 LS1               | 2 juin 2008           | Mt. Lemmon Survey      |
| (358961) | 2008 LQ14              | 8 juin 2008           | Spacewatch             |
| (358962) | 2008 LA16              | 20 février 2002       | Spacewatch             |
| (358963) | 2008 NA1               | 2 juillet 2008        | OAM                    |
| (358964) | 2008 QD14              | 21 août 2008          | Spacewatch             |
| (358965) | 2008 RU9               | 3 septembre 2008      | Spacewatch             |
| (358966) | 2008 RY16              | 4 septembre 2008      | Spacewatch             |
| (358967) | 2008 RE26              | 8 septembre 2008      | Kugel, F.              |
| (358968) | 2008 RM94              | 6 septembre 2008      | Spacewatch             |
| (358969) | 2008 RA98              | 7 septembre 2008      | Mt. Lemmon Survey      |
| (358970) | 2008 RD101             | 6 septembre 2008      | Mt. Lemmon Survey      |
| (358971) | 2008 RQ112             | 5 septembre 2008      | Spacewatch             |
| (358972) | 2008 RY126             | 5 septembre 2008      | Spacewatch             |
| (358973) | 2008 RS146             | 6 septembre 2008      | Mt. Lemmon Survey      |
| (358974) | 2008 SN7               | 23 septembre 2008     | Tucker, R. A.          |
| (358975) | 2008 SY16              | 19 septembre 2008     | Spacewatch             |
| (358976) | 2008 SZ38              | 20 septembre 2008     | Spacewatch             |
| (358977) | 2008 SA77              | 23 septembre 2008     | Mt. Lemmon Survey      |
| (358978) | 2008 SO83              | 27 septembre 2008     | Ries, W.               |
| (358979) | 2008 SK88              | 20 septembre 2008     | Mt. Lemmon Survey      |
| (358980) | 2008 SX109             | 22 septembre 2008     | Spacewatch             |
| (358981) | 2008 SK113             | 8 septembre 2008      | Spacewatch             |
| (358982) | 2008 SO118             | 22 septembre 2008     | Mt. Lemmon Survey      |
| (358983) | 2008 SZ124             | 22 septembre 2008     | Mt. Lemmon Survey      |
| (358984) | 2008 SK127             | 22 septembre 2008     | Spacewatch             |
| (358985) | 2008 SB140             | 24 septembre 2008     | Spacewatch             |
| (358986) | 2008 SM155             | 23 septembre 2008     | LINEAR                 |
| (358987) | 2008 SW165             | 3 septembre 2008      | Spacewatch             |
| (358988) | 2008 SC216             | 29 septembre 2008     | Mt. Lemmon Survey      |
| (358989) | 2008 SG229             | 28 septembre 2008     | Mt. Lemmon Survey      |
| (358990) | 2008 SF255             | 23 septembre 2008     | Mt. Lemmon Survey      |
| (358991) | 2008 SS255             | 25 septembre 2008     | Spacewatch             |
| (358992) | 2008 SG275             | 23 septembre 2008     | Spacewatch             |
| (358993) | 2008 SQ275             | 23 septembre 2008     | Spacewatch             |
| (358994) | 2008 SN279             | 22 septembre 2008     | Mt. Lemmon Survey      |
| (358995) | 2008 SW287             | 23 septembre 2008     | Spacewatch             |
| (358996) | 2008 SN289             | 26 septembre 2008     | Spacewatch             |
| (358997) | 2008 TQ3               | 3 octobre 2008        | LINEAR                 |
| (358998) | 2008 TH89              | 3 octobre 2008        | Spacewatch             |
| (358999) | 2008 TC94              | 5 octobre 2008        | OAM                    |
| (359000) | 2008 TP108             | 6 octobre 2008        | Mt. Lemmon Survey      |

## Sources
- (en) Base de données du Centre des planètes mineures